# Офір Лібштейн
Офір Лібштейн (івр. אופיר ליבשטיין; 1 серпня 1973, Ейлат, Ізраїль — 7 жовтня 2023, Кфар-Аза, Ізраїль) — ізраїльський підприємець та громадський діяч. З 2018 по 2023 рік очолював регіональну раду Шаар-га-Негев. Загинув 7 жовтня 2023 року під час атаки Хамасу .

## Біографія
Лібштейн народився в Ейлаті, де його родина жила через військову службу батька. У віці 4 років його батьки повернулися до Кфар-Нетера, де вони жили раніше. Згодом він повернувся до Кфар-Ази. Лібштейн навчався в |канадському дитячому селищі WIZO. Служив у Армії оборони Ізраїлю як медик та інструктор у медичному корпусі.
Був ініціатор проведення щорічного фестивалю Даром адом.
Очолював молодіжну сіоніську організацію Га-Бонім — Дрор.
У 2017 році очолив Асоціацію промисловців кібуців.
У 2018 році Лібштейн очолив регіональну раду Шаар-га-Негев
.
Займався встановленню міжнародних зав'язків та співпраці з іноземними благодійними організаціями.

## Особисте життя і смерть

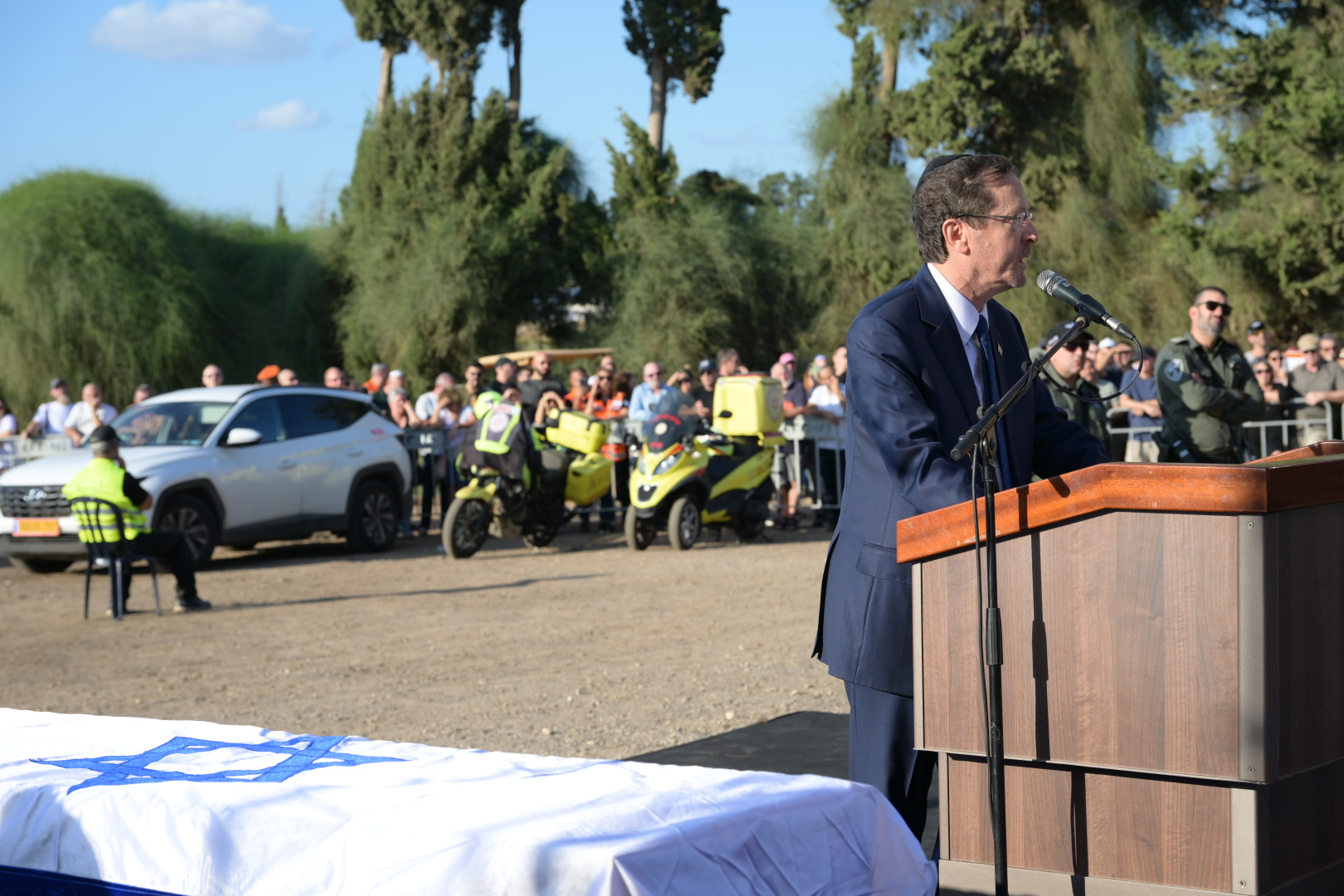
Президент Герцоґ виголошує панегірик на похоронах Офіра Лібштейна, 18 жовтня 2023 р.

Був одружений з Веред Лібштейн і мав чотирьох дітей.
Загинув 7 жовтня 2023 захищаючи селище від бойовиків Хамасу, які проникли з Сектору Гази. Його син Ніцан, 19 років, також був став жертвою терористів.
29 листопада 2023 року на честь Офіра Лібштейна було названо новостворюваний ішув Офір північніше Нетівота.